# Christine Charlotte von Hessen-Kassel

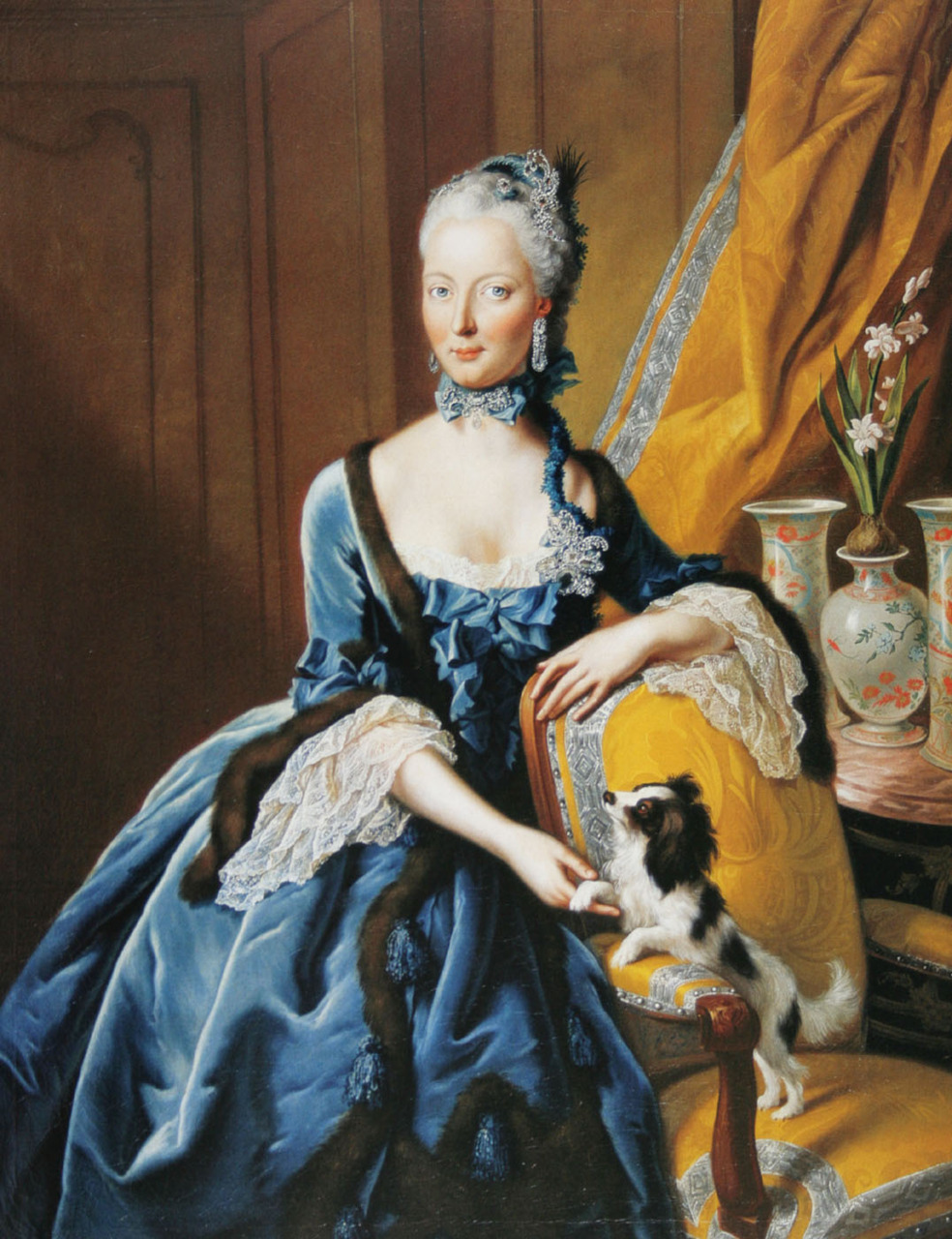
Christine Charlotte von Hessen-Kassel

Christine Charlotte von Hessen-Kassel (* 11. Februar 1725 in Kassel; † 14. Juni 1782 ebenda) war eine landgräfliche Prinzessin aus der Linie Hessen-Kassel des Hauses Hessen und Koadjutorin im freiweltlichen Damenstift Herford.

## Leben
Christine Charlotte war eine Tochter des Prinzen Maximilian von Hessen-Kassel (1689–1753) und dessen Gemahlin Friederike Charlotte von Hessen-Darmstadt und wuchs mit ihren Schwestern Ulrike Friederike Wilhelmine, Maria (* 1726/† 1727), Wilhelmine, Elisabetha Sophia Louisa (* 1730/† 1731) und Caroline Wilhelmina Sophia (1732–1759) auf.
Christine Charlotte war eine gebildete und glaubensstarke Prinzessin. Sie entschied sich früh für ein Leben ohne Ehe und entzog sich allen Bemühungen, sie in eine Ehe zu vermitteln. Im April 1765 ging sie als Kanonisse in das freiweltliche Stift Herford, wo ihre Urgroßtante Elisabeth in dieser Zeit Äbtissin war. Im folgenden Jahr wurde sie zur Koadjutorin des Stifts gewählt. Sie lebte meistens in Kassel und zog sich wegen ihrer Gemütskrankheit wenige Jahre vor ihrem Tod vom höfischen Leben weitgehend zurück. Krankheitsbedingt trat sie 1779 ihr Amt an Henriette Amalie von Anhalt-Dessau ab.